# Lauren Phoenix

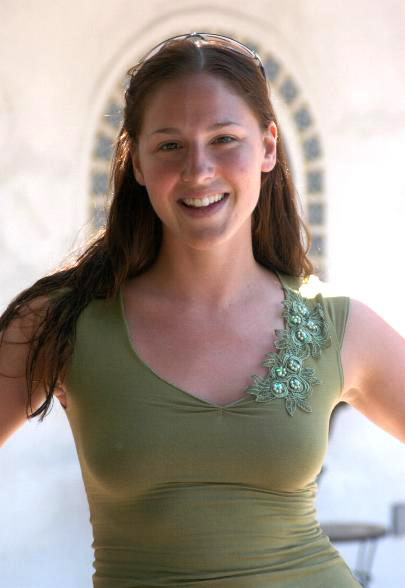
Lauren Phoenix (2005)

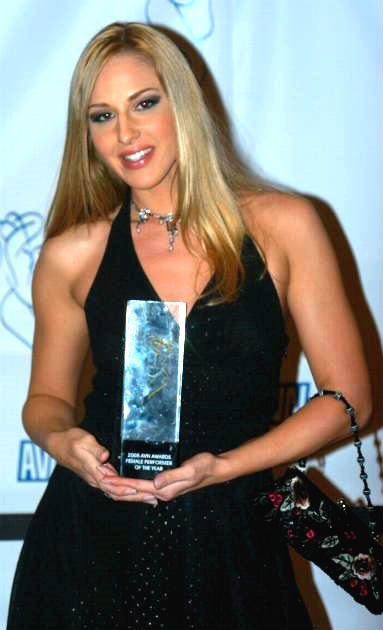
Lauren Phoenix mit ihrem AVN Award als Female Performer of the Year (2005)

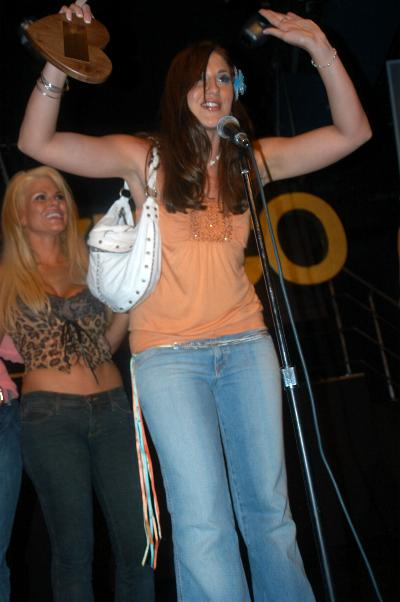
Lauren Phoenix mit ihrem XRCO Award als Female Performer of the Year (2005)

Lauren Phoenix (* 13. Mai 1979 in Toronto, Ontario als Linda Vanina Peressini) ist eine ehemalige kanadische Pornodarstellerin britisch-italienischer Abstammung.

## Leben und Karriere
Nachdem sie einige Zeit in Las Vegas als Stripperin tätig gewesen war, zog die 1,80 m große Frau 2003 nach Kalifornien, um dort ihr Debüt im Pornofilm zu geben. Lauren Phoenix, die 2005 mit dem AVN Award ausgezeichnet wurde, gehörte bald zu den produktivsten Darstellerinnen des Genres. Sie hat in mehr als 330 Filmen mitgewirkt (hauptsächlich im Anal- und Gonzo-Genre) und arbeitete später auch als Regisseurin. Einer breiteren Öffentlichkeit wurde sie durch eine Werbekampagne im Winterkatalog 2006 von American Apparel bekannt. 
Im Januar 2006 wurde auf dem Lauren Phoenix Blog berichtet, dass Phoenix ihren Vertrag mit Defiance Films nach sechs Monaten beendet hat, um mehr Filme drehen und sich auch auf ihre Arbeit als Regisseurin hinter der Kamera konzentrieren zu können. Sie schloss auch ihre im Jahr 2005 eröffnete Model-Agentur Lauren Phoenix Agency und kehrte zu LA Direct Models zurück. Im Juni 2006 verkündete sie nach drei Jahren ihr Karriereende.

## Auszeichnungen
- 2004: XRCO Award als Best New Starlet
- 2004: XRCO Award als Orgasmic Analist
- 2005: AVN Award als Female Performer of the Year[2]
- 2005: XRCO Award als Female Performer of the Year
- 2005: XRCO Award als Orgasmic Analist
- 2006: AEBN VOD Award als Performer of the Year[3]

## Filmografie (Auswahl)

### Als Darstellerin
- Buttwoman Iz Lauren Phoenix (2004)
- No Man’s Land 39 (2004)
- Belladonna: No Warning (2005)
- Kiss My Ass (2005)
- Lauren Phoenix’s Fuck Me (2005)
- Jack’s Teen America, Folge 3 (2005)
- Jack’s POV 1 (2006)
- Lexi Swallow Pornostar (2012)

### Als Regisseurin
- Lauren Phoenix’s Pussy POV (2005)